# Petar Popović (svećenik)
Petar Popović (Rijeka, 27. rujna 1983.), hrvatski katolički svećenik i teolog

## Životopis
Rođen je u Rijeci 1983. godine. U Rijeci je završio Salezijansku klasičnu gimnaziju i Pravni fakultet Sveučilišta u Rijeci. Zatim je započeo svećeničku formaciju u Biskupijskom misijskom sjemeništu Redemptoris Mater u Puli. Godine 2015. mons. Dražen Kutleša, biskup porečki i pulski, zaredio ga je za svećenika Porečke i Pulske biskupije. Objavio je znanstvene članke u uglednim hrvatskim i stranim znanstvenim časopisima kao što su Bogoslovska smotra, Zbornik Pravnog fakulteta u Rijeci, Zbornik Pravnog fakulteta u Zagrebu, Ius Canonicum, Ius Ecclesiae, Anthropotes, Nova et Vetera i Persona Y Derecho. Teme kojima se bavi su iz područja teoretske i primijenjene filozofije prava. Članke je objavio na hrvatskom i engleskom jeziku, a izvrsno se služi trima jezicima – talijanskim, engleskim i španjolskim. Od 2017. do 2019. godine bio je asistent na Fakultetu kanonskog prava na Papinskom sveučilištu Santa Croce, a potom je na istoj ustanovi od 2019. godine docent (adjunct professor, professore incaricato). Sudjeluje u izvođenju nastave u predmetima Filozofija prava, Temelji prava u Crkvi, te Deontologija kanonskog prava. Doktorirao je kanonsko pravo na Papinskom sveučilištu Santa Croceu (Sveti Križ) obranivši disertaciju The juridical domain of natural law. A view from Michel Villey’s and Javier Hervada’s juridical realism within the context of contemporary juridico-philosophical perspectives on the „Law-morality“ intersection (hrvatski: Pravna domena naravnog zakona: pogled pravnog realizma Michela Villeya i Javiera Hervade na suvremene filozofsko-pravne perspektive sjecišta moralnosti i prava). Za izvanredno kvalitetnu disertaciju dobio je nagradu Henri de Lubac.